# 橋本直樹 (農学者)
橋本 直樹（はしもと なおき、1934年 - ）は、日本の農学博士、ビール醸造研究者、食に関する著述家・講師。
キリンビールの研究所長やビール工場長・常務、京都大学講師、帝京平成大学教授などを務め、2010年現在は食に関する講演などを行う。

## 経歴
京都市生まれ、1956年、京都大学農学部農芸化学科卒業。1971年農学博士号を取得し、入社したキリンビールでは醸造について研究し、研究所長・工場長を経て常務を務める。
キリンビール在職中1987年「ライトビールの創成～香味品質の設計技法の開発と応用」で日本農芸学会・農芸化学技術賞を受賞する。
2006年から2010年まで帝京平成大学教授を務める。2011年、日本醸造学会:功績賞受賞。

## 著書
- 『ビールのはなし. pt.2 』技報堂出版、1998.4
- 『レクチャーバイオテクノロジー 』培風館、2000.9
- 『食の健康科学』第一出版、2003.2, ISBN 4804111034
- 『見直せ日本の食料環境』養賢堂、2004.7 ISBN 4-8425-0365-3
- 『日本人の食育 』技報堂出版、2006.9 ISBN 4-7655-4449-4
- 『食品不安』日本放送出版協会、2007.4, ISBN 978-4-140-88218-4
- 『ビール・イノベーション 』朝日新聞出版、2009.7, ISBN 978-4-022-73288-0
- 『大人の食育百話』筑波書房、2011.2, ISBN 978-4-811-90379-8
- 『ビールがおいしくなる話』ウエッジ社、2015.7 ISBN 978-4-86310-146-3
- 『食卓の日本史』勉誠出版、2015.12　ISBN 978-4-585-23039-7
- 『食べることをどう考えるのか』筑波書房、2018.1 ISBN 978-4-8119-0524-2

## 論文
- ビールの調熟 日本釀造協會雜誌 Vol.69 (1974) No.11 P.720-724, doi:10.6013/jbrewsocjapan1915.69.720
- ビールの匂い 日本釀造協會雜誌 Vol.75 (1980) No.6 P.474-479, doi:10.6013/jbrewsocjapan1915.75.474
- 甦る古代エジプト・ビール 日本釀造協會雜誌 Vol.77 (1982) No.8 P.508-511, doi:10.6013/jbrewsocjapan1915.77.508
- 21世紀のビールづくりを 日本醸造協会誌 Vol.88 (1993) No.2 P.89, doi:10.6013/jbrewsocjapan1988.88.89
- 日本におけるビール科学の進歩 日本醸造協会誌 Vol.92 (1997) No.7 P.499-508, doi:10.6013/jbrewsocjapan1988.92.499
- 日本人の飲酒動態 日本醸造協会誌 Vol.105 (2010) No.8 p.492-499, doi:10.6013/jbrewsocjapan.105.492
- 「ビールと健康」 ニューフードインダストリー 52(2), 36-43, 2010-02, NAID 40016975439

共著
- 小若雅弘、島津武、橋本直樹、ホップに由来する成分 (I) 日本釀造協會雜誌 Vol.71 (1976) No.12 P.911-918, doi:10.6013/jbrewsocjapan1915.71.911
- 江島正、橋本直樹、ビールの官能検査 日本釀造協會雜誌 Vol.78 (1983) No.7 P. 513-518, doi:10.6013/jbrewsocjapan1915.78.513